# U-355 (tàu ngầm Đức)
U-355 là một tàu ngầm tấn công  Lớp Type VII thuộc phân lớp Type VIIC được Hải quân Đức Quốc Xã chế tạo trong Chiến tranh Thế giới thứ hai. Nhập biên chế năm 1941, nó đã thực hiện được chín chuyến tuần tra, đánh chìm được một tàu buôn với tải trọng 5.082 GRT. Trong chuyến tuần tra cuối cùng tại biển Bắc Cực, U-355 bị mất tích mà không rõ nguyên nhân từ ngày 1 tháng 4, 1944.

## Thiết kế và chế tạo

### Thiết kế

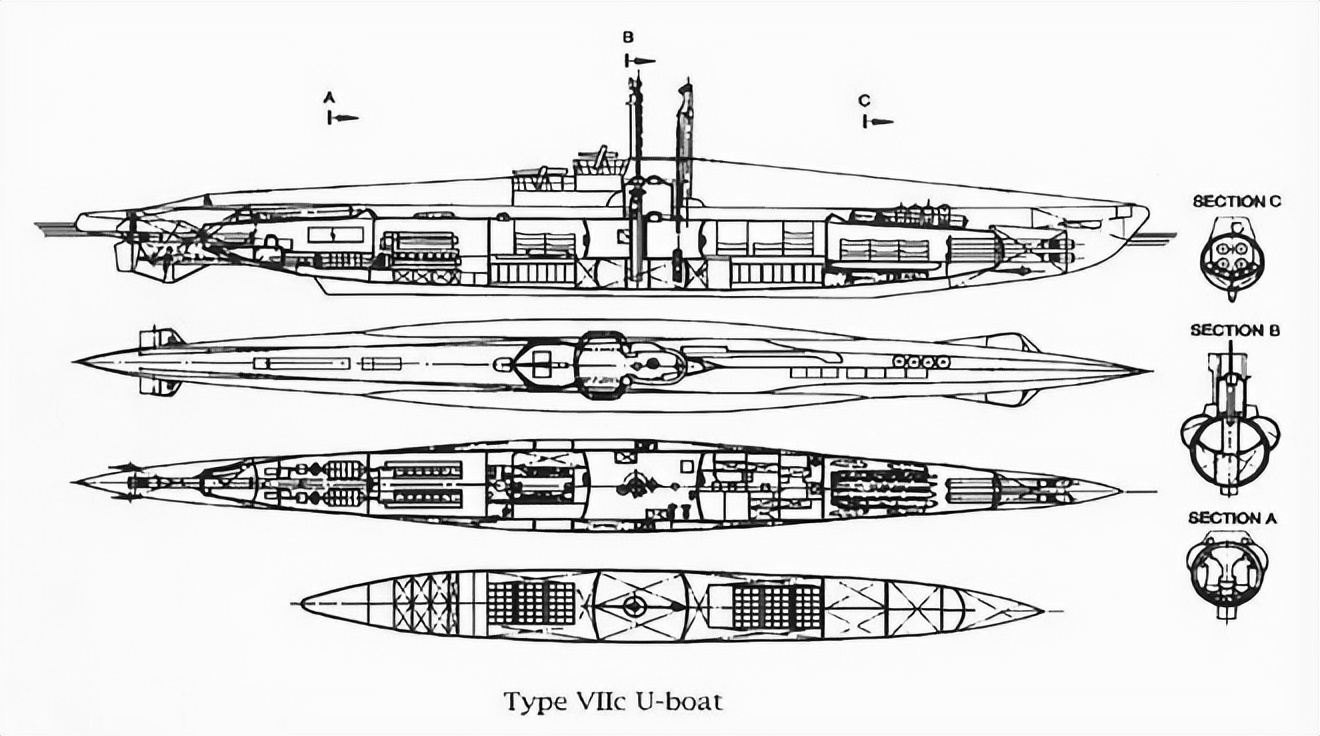
Sơ đồ các mặt cắt một tàu ngầm Type VIIC

Phân lớp VIIC của Tàu ngầm Type VII là một phiên bản VIIB được kéo dài thêm. Chúng có trọng lượng choán nước 769 t (757 tấn Anh) khi nổi và 871 t (857 tấn Anh) khi lặn). Con tàu có chiều dài chung 67,10 m (220 ft 2 in), lớp vỏ trong chịu áp lực dài 50,50 m (165 ft 8 in), mạn tàu rộng 6,20 m (20 ft 4 in), chiều cao 9,60 m (31 ft 6 in) và mớn nước 4,74 m (15 ft 7 in).
Chúng trang bị hai động cơ diesel Germaniawerft F46 siêu tăng áp 6-xy lanh 4 thì, tổng công suất 2.800–3.200 PS (2.100–2.400 kW; 2.800–3.200 bhp), dẫn động hai trục chân vịt đường kính 1,23 m (4,0 ft), cho phép đạt tốc độ tối đa 17,7 kn (32,8 km/h), và tầm hoạt động tối đa 8.500 nmi (15.700 km) khi đi tốc độ đường trường 10 kn (19 km/h). Khi đi ngầm dưới nước, chúng sử dụng hai động cơ/máy phát điện AEG GU 460/8-276 tổng công suất 750 PS (550 kW; 740 shp). Tốc độ tối đa khi lặn là 7,6 kn (14,1 km/h), và tầm hoạt động 80 nmi (150 km) ở tốc độ 4 kn (7,4 km/h). Con tàu có khả năng lặn sâu đến 230 m (750 ft).
Vũ khí trang bị có năm ống phóng ngư lôi 53,3 cm (21 in), bao gồm bốn ống trước mũi và một ống phía đuôi, và mang theo tổng cộng 14 quả ngư lôi, hoặc tối đa 22 quả thủy lôi TMA, hoặc 33 quả TMB. Tàu ngầm Type VIIC bố trí một hải pháo 8,8 cm SK C/35 cùng một pháo phòng không 2 cm (0,79 in) trên boong tàu. Thủy thủ đoàn bao gồm 4 sĩ quan và 40-56 thủy thủ.

### Chế tạo
U-355 được đặt hàng vào ngày 26 tháng 10, 1939, và được đặt lườn tại xưởng tàu của hãng Flensburger Schiffbau-Gesellschaft ở Flensburg vào ngày 4 tháng 5, 1940. Nó được hạ thủy vào ngày 5 tháng 7, 1941, và nhập biên chế cùng Hải quân Đức Quốc Xã vào ngày 29 tháng 10, 1941 dưới quyền chỉ huy của Hạm trưởng, Đại úy Hải quân Günter La Baume.

## Lịch sử hoạt động
Sau khi hoàn tất việc huấn luyện và chạy thử máy trong thành phần Chi hạm đội U-boat 5 đặt căn cứ tại Kiel, U-355 được điều sang Chi hạm đội U-boat 11 đặt căn cứ tại Bergen, Na Uy để hoạt động trên tuyến đầu từ ngày 1 tháng 7, 1942.

### 1942

#### Chuyến tuần tra thứ nhất
Sau khi chuyển căn cứ hoạt động từ cảng Kiel, Đức sang Skjomen, Na Uy vào đầu tháng 6, 1942, U-355 xuất phát từ đây vào ngày 16 tháng 6 cho chuyến tuần tra đầu tiên trong chiến tranh, để hoạt động trong vùng biển Barents. Tại đây vào ngày 7 tháng 7, nó phóng ngư lôi đánh chìm chiếc tàu buôn Anh SS Hartlebury 5.082 GRT, vốn bị phân tán khỏi Đoàn tàu PQ 17 và đang hướng đến Arkhangelsk, Liên Xô. Chiếc tàu ngầm kết thúc chuyến tuần tra và đi đến cảng Narvik, Na Uy vào ngày 12 tháng 7.

#### Chuyến tuần tra thứ hai
Trong chuyến tuần tra tiếp theo của U-355, cùng xuất phát và kết thúc tại Narvik và diễn ra từ ngày 25 tháng 7 đến ngày 24 tháng 8, nó đã hoạt động trong biển Na Uy và biển Barents cho đến tận quần đảo Svalbard. Sau đó từ cuối tháng 8 cho đến tháng 11, chiếc U-boat đã thực hiện các chuyến đi ngắn đến các cảng Bergen và Trondhelm, Na Uy.

### 1943

#### Chuyến tuần tra thứ ba và thứ tư
Vào cuối tháng 1, 1943, U-355 di chuyển từ Trondhelm đến Narvik, rồi xuất phát từ đây vào ngày 2 tháng 2 cho chuyến tuần tra thứ ba để hoạt động trong biển Barents cho đến ngoài khơi bán đảo Kola. Con tàu quay trở lại Narvik vào ngày 6 tháng 3.
Rời Narvik vào ngày 17 tháng 3 cho chuyến tuần tra tiếp theo, U-355 hoạt động trong biển Na Uy giữa Na Uy và Gtreenland cho đến khi quay về cảng Hammerfest, Na Uy vào ngày 17 tháng 4. Chiếc U-boat tiếp tục đi đến cảng Trondhelm vào cuối tháng 4.

#### Chuyến tuần tra thứ năm và thứ sáu
Chuyến tuần tra thứ năm của U-355 khởi đầu từ Trondhelm và kết thúc tại Narvik. Diễn ra từ ngày 6 tháng 7 đến ngày 5 tháng 8, con tàu đã hoạt động cho đến tấn phía Tây quần đảo Svalbard.
Chuyến tuần tra thứ sáu từ ngày 16 tháng 8 đến ngày 5 tháng 9 được thực hiện trong biển Na Uy về phía Đông Greenland, và sau khi kết thúc con tàu đã đi đến cảng Hammerfest.

#### Chuyến tuần tra thứ bảy và thứ tám
Trong hai chuyến tuần tra tiếp theo từ ngày 6 đến ngày 9 tháng 9 và từ ngày 2 đến ngày 25 tháng 10, U-355 đều xuất phát từ Hammerfest để hoạt động chung quanh quần đảo Svalbard. Sau đó vào cuối tháng 10 và đầu tháng 11, chiếc U-boat đã thực hiện các chuyến đi ngắn đến Narvik, Trondhelm và Bergen.

### 1944

#### Chuyến tuần tra thứ chín - Bị mất tích
Sau khi di chuyển từ Bergen đến cảng Narvik, U-355 xuất phát từ đây vào ngày 25 tháng 3 cho chuyến tuần tra thứ chín, cũng là chuyến cuối cùng, để tiếp tục hoạt động trong biển Bắc Cực. Đến ngày 1 tháng 4, nó báo cáo về căn cứ đang ở tọa độ khoảng 73°03′B 13°10′Đ / 73,05°B 13,167°Đ trong khi truy đuổi Đoàn tàu JW 58, nhưng sau đó nó hoàn toàn mất liên lạc. U-355 được xem là mất tích với tổn thất toàn bộ 52 thành viên thủy thủ đoàn trên tàu từ ngày 4 tháng 4, 1944.
Từng có giả thuyết cho rằng U-355 bị tàu khu trục HMS Beagle và máy bay từ tàu sân bay hộ tống HMS Tracker đánh chìm trong biển Barents về phía Tây Nam đảo Bear, tại tọa độ 73°07′B 10°21′Đ / 73,117°B 10,35°Đ. Cuộc tấn công này thực ra nhắm vào chiếc U-673, gây ra một số hư hại.

### "Bầy sói" tham gia
U-355 từng tham gia năm bầy sói:
- Eisteufel (21 tháng 6 – 9 tháng 7, 1942)
- Nebelkönig (27 tháng 7 – 14 tháng 8, 1942)
- Eisbär (27 tháng 3 – 15 tháng 4, 1943)
- Monsun (19 – 21 tháng 10, 1943)
- Blitz (26 tháng 3 – 4 tháng 4, 1944)

### Tóm tắt chiến công
U-355 đã đánh chìm được một tàu buôn tải trọng 5.082 GRT:
| Ngày            | Tên tàu    | Quốc tịch      | Tải trọng | Số phận      |
| --------------- | ---------- | -------------- | --------- | ------------ |
| 7 tháng 7, 1942 | Hartlebury | United Kingdom | 5.082     | Bị đánh chìm |